# Bonneval (Eure-et-Loir)
Pour les articles homonymes, voir Bonneval.
Bonneval est une commune française située dans le département d’Eure-et-Loir, en région Centre-Val de Loire.

## Géographie

### Localisation

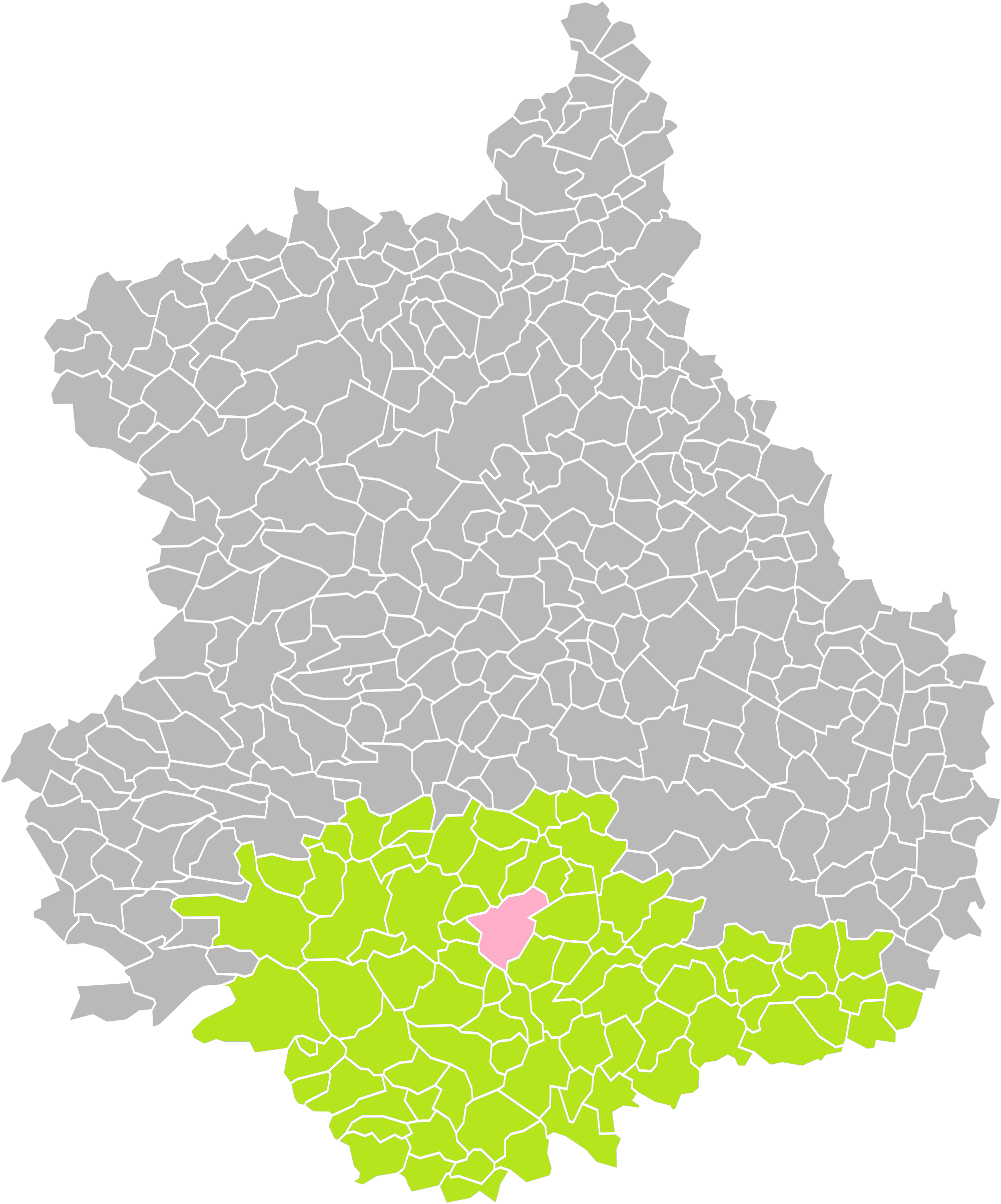
Position de Bonneval (en rose) dans l'arrondissement de Châteaudun (en vert) du département d'Eure-et-Loir (grisé).

Au cœur de la Beauce et au commencement de la haute vallée de la rivière le Loir, Bonneval est un village fortifié.
Autour des fortifications de l’enceinte du centre historique, le Loir coule dans les fossés.
L’abondance de l’eau au cœur de la ville lui a valu le surnom de « petite Venise de la Beauce », à l’instar de Montargis, la petite Venise du Gâtinais, dans le département voisin, le Loiret.
La commune est la ville-centre l'aire d'attraction de Bonneval, de l'unité urbaine de Bonneval et de son bassin de vie. Elle se trouve dans la zone d'emploi de Châteaudun.

### Communes limitrophes
| Trizay-les-Bonneval   | Alluyes, Montboissier     | Pré-Saint-Martin       |
| Montharville, Dangeau | Bonneval                  | Pré-Saint-Évroult      |
| Flacey                | Saint-Christophe, Moléans | Saint-Maur-sur-le-Loir |

### Géologie et relief
La superficie de la commune est de 28,82 km2 ; son altitude varie de 112  à   175 mètres.

### Hydrographie

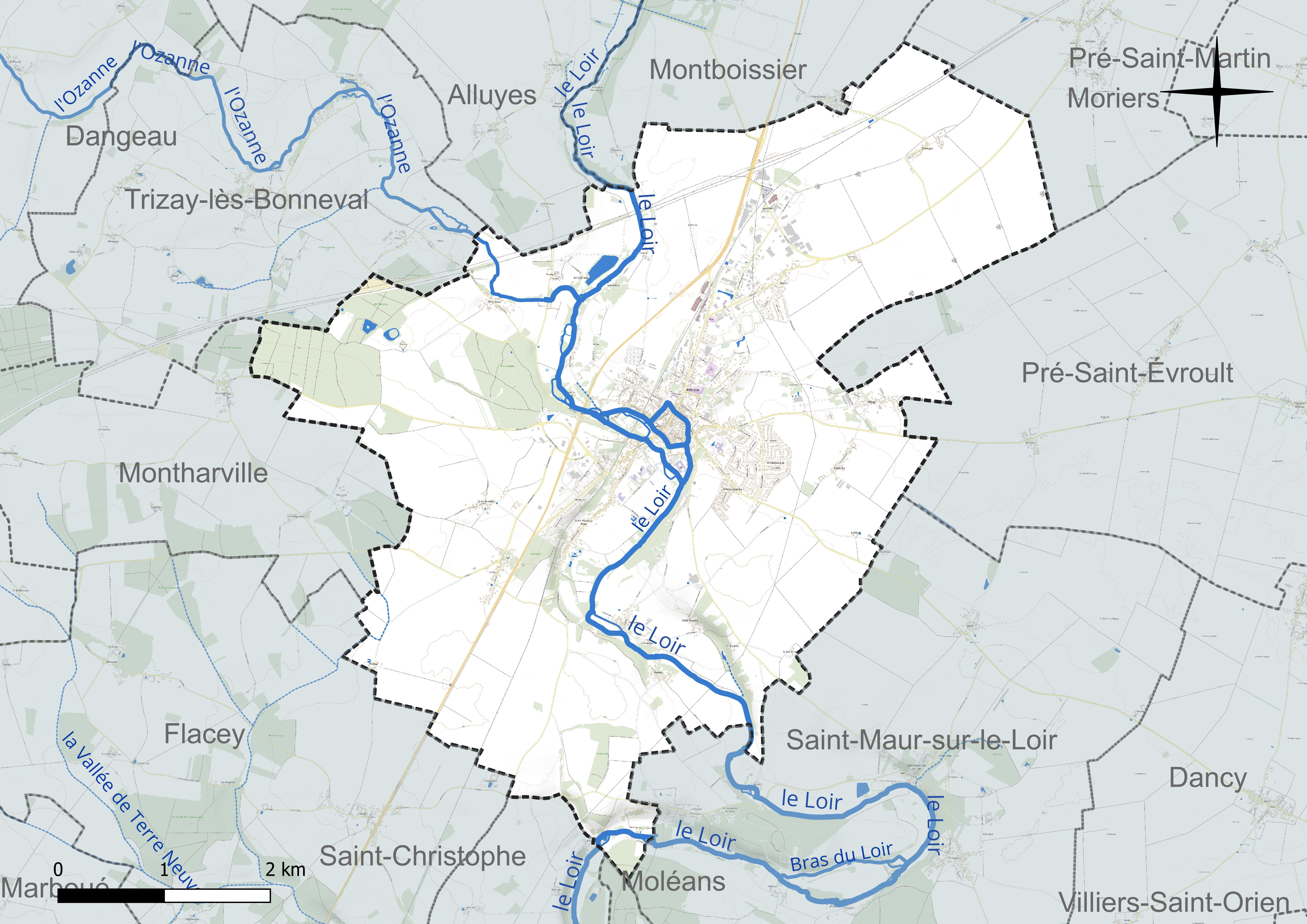
Carte hydrographique de la commune.

La commune accueille, au nord de la ville, le point de confluence de la rivière l'Ozanne et du Loir, ce dernier étant un sous-affluent de la Loire par la Sarthe et la Maine.
La commune bénéficie depuis 1850 d'une station hydrologique sur le Loir : la hauteur maximale instantanée, relevée à Bonneval le 13 mars 2013, est de 6,56 m.

### Climat
Pour des articles plus généraux, voir Climat du Centre-Val de Loire et Climat d'Eure-et-Loir.
En 2010, le climat de la commune est de type climat océanique dégradé des plaines du Centre et du Nord, selon une étude du CNRS s'appuyant sur une série de données couvrant la période 1971-2000. En 2020, Météo-France publie une typologie des climats de la France métropolitaine dans laquelle la commune est exposée à un climat océanique altéré et est dans la région climatique Moyenne vallée de la Loire, caractérisée par une bonne insolation (1 850 h/an) et un été peu pluvieux.
Pour la période 1971-2000, la température annuelle moyenne est de 10,6 °C, avec une amplitude thermique annuelle de 14,8 °C. Le cumul annuel moyen de précipitations est de 633 mm, avec 10,8 jours de précipitations en janvier et 7,4 jours en juillet. Pour la période 1991-2020, la température moyenne annuelle observée sur la station météorologique de Météo-France la plus proche, sur la commune de Pré-Saint-Évroult à 6 km à vol d'oiseau, est de 11,3 °C et le cumul annuel moyen de précipitations est de 592,2 mm,. Pour l'avenir, les paramètres climatiques de la commune estimés pour 2050 selon différents scénarios d'émission de gaz à effet de serre sont consultables sur un site dédié publié par Météo-France en novembre 2022.

## Urbanisme

### Typologie
Au 1er janvier 2024, Bonneval est catégorisée bourg rural, selon la nouvelle grille communale de densité à 7 niveaux définie par l'Insee en 2022.
Elle appartient à l'unité urbaine de Bonneval, une unité urbaine monocommunale constituant une ville isolée,. Par ailleurs la commune fait partie de l'aire d'attraction de Bonneval, dont elle est la commune-centre,. Cette aire, qui regroupe 1 communes, est catégorisée dans les aires de moins de 50 000 habitants,.

### Occupation des sols

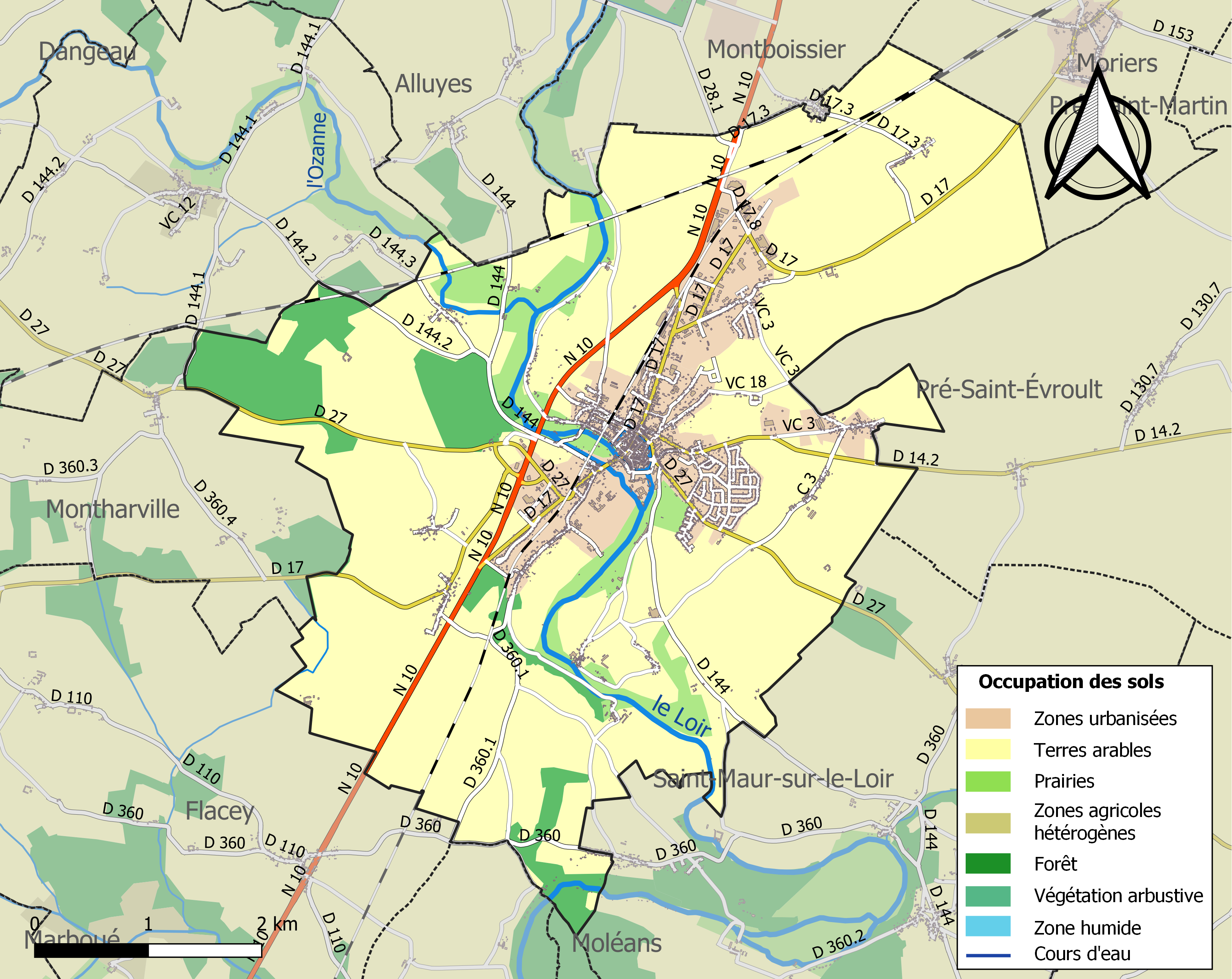
Carte des infrastructures et de l'occupation des sols de la commune en 2018 (CLC).

L'occupation des sols de la commune, telle qu'elle ressort de la base de données européenne d’occupation biophysique des sols Corine Land Cover (CLC), est marquée par l'importance des territoires agricoles (79,3 % en 2018), en diminution par rapport à 1990 (83 %). La répartition détaillée en 2018 est la suivante : 
terres arables (72,8 %), zones urbanisées (9,3 %), forêts (7,7 %), prairies (6,5 %), zones industrielles ou commerciales et réseaux de communication (3,7 %). L'évolution de l’occupation des sols de la commune et de ses infrastructures peut être observée sur les différentes représentations cartographiques du territoire : la carte de Cassini (XVIIIe siècle), la carte d'état-major (1820-1866) et les cartes ou photos aériennes de l'IGN pour la période actuelle (1950 à aujourd'hui).

### Lieux-dits, hameaux et écarts
Les Gabeaudières, la Jouannière, Jupeau, la Maison-Blanche, Méroger, Migaudry, Montfaucon, Poireux, Saint-Gilles, Saint-Martin-du-Péan, Saint-Maurice, Villancien, Vouvray.

### Habitat et logement
En 2021, le nombre total de logements dans la commune était de 2 633, alors qu'il était de 2 575 en 2016 et de 2 374 en 2011.
Parmi ces logements, 82,9 % étaient des résidences principales, 4,4 % des résidences secondaires et 12,6 % des logements vacants. Ces logements étaient pour 76,4 % d'entre eux des maisons individuelles et pour 23,4 % des appartements.
Le tableau ci-dessous présente la typologie des logements à Bonneval en 2021 en comparaison avec celle d'Eure-et-Loir et de la France entière. Une caractéristique marquante du parc de logements est ainsi la faible proportion des résidences secondaires et logements occasionnels (4,4 %) par rapport au département (5,8 %) et à la France entière (9,7 %).
| Typologie                                               | Bonneval | Eure-et-Loir | France entière |
| ------------------------------------------------------- | -------- | ------------ | -------------- |
| Résidences principales (en %)                           | 82,9     | 85,5         | 82,2           |
| Résidences secondaires et logements occasionnels (en %) | 4,4      | 5,8          | 9,7            |
| Logements vacants (en %)                                | 12,6     | 8,7          | 8,1            |

### Voies de communication et transports

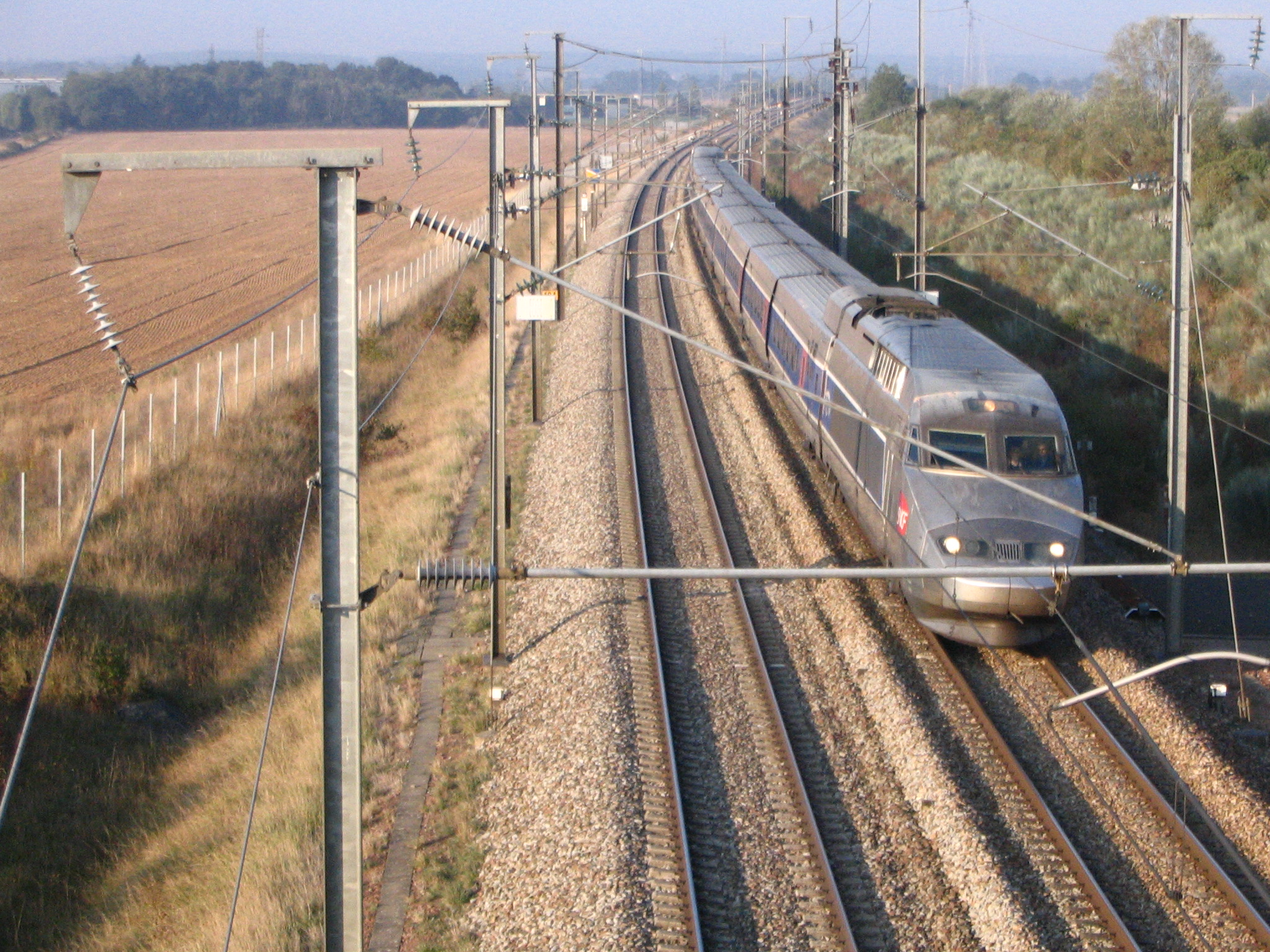
La LGV à Bonneval.

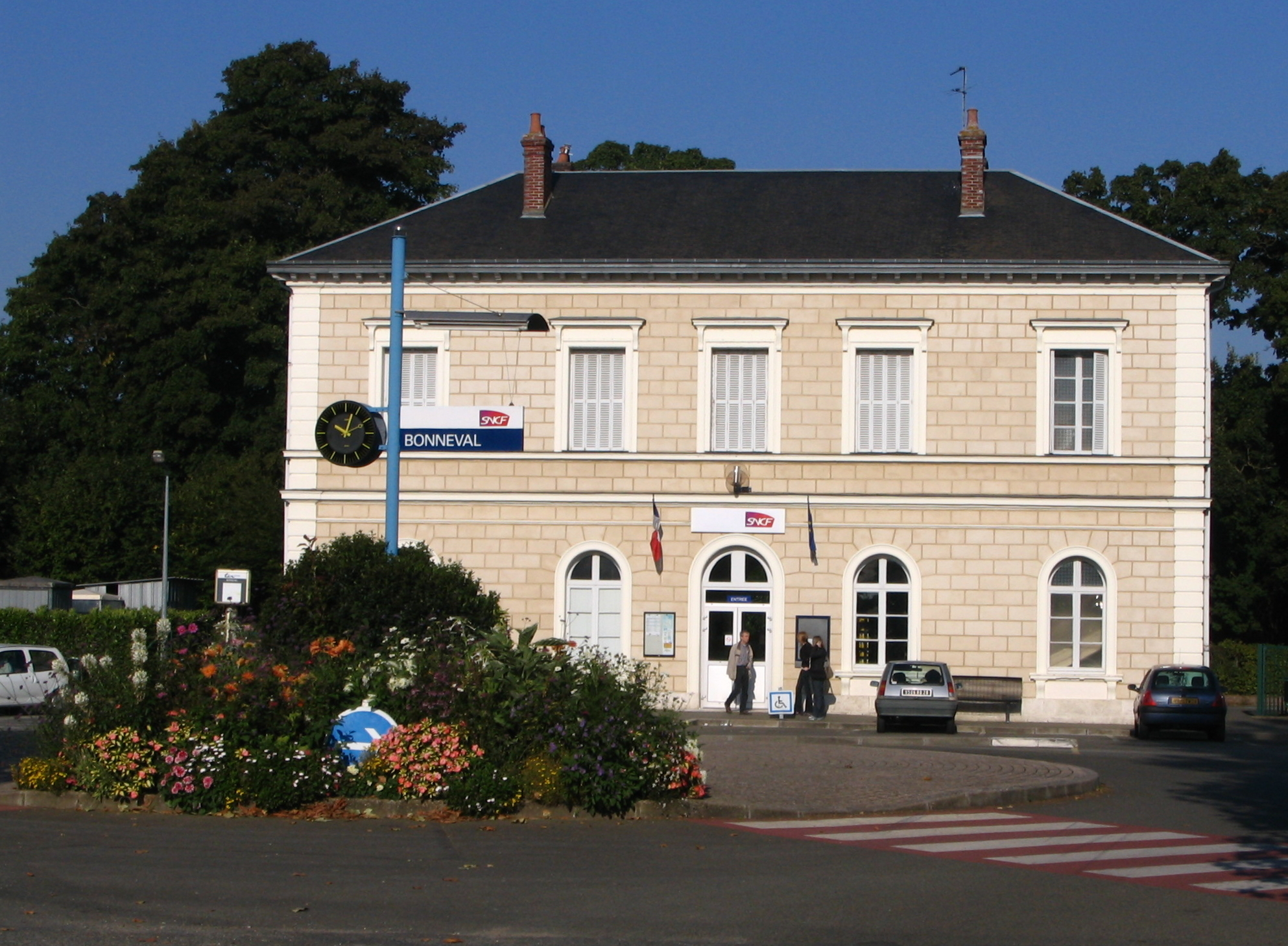
La gare de Bonneval.

La principale voie de desserte de la commune est la Route nationale 10, qui la relie notamment à Chartres et à Châteaudun.
La gare de Bonneval, située sur la ligne de Brétigny à La Membrolle-sur-Choisille, est desservie par des trains TER Centre-Val de Loire de la relation Paris-Austerlitz - Châteaudun -  Vendôme.
La commune est également traversée par la LGV Atlantique.
Bonneval est desservie par les lignes 3  et 3A du réseau de mobilité interurbaine « Rémi », vers Chartres, Châteaudun et Blois.

### Risques naturels et technologiques
Le territoire de la commune de Bonneval est vulnérable à différents aléas naturels : météorologiques (tempête, orage, neige, grand froid, canicule ou sécheresse), inondations, mouvements de terrains et séisme (sismicité très faible). Il est également exposé à un risque technologique, le transport de matières dangereuses. Un site publié par le BRGM permet d'évaluer simplement et rapidement les risques d'un bien localisé soit par son adresse soit par le numéro de sa parcelle.

#### Risques naturels
Certaines parties du territoire communal sont susceptibles d’être affectées par le risque d’inondation par débordement de cours d'eau, notamment le Loir et l'Ozanne. La commune a été reconnue en état de catastrophe naturelle au titre des dommages causés par les inondations et coulées de boue survenues en 1995, 1999 et 2021,.

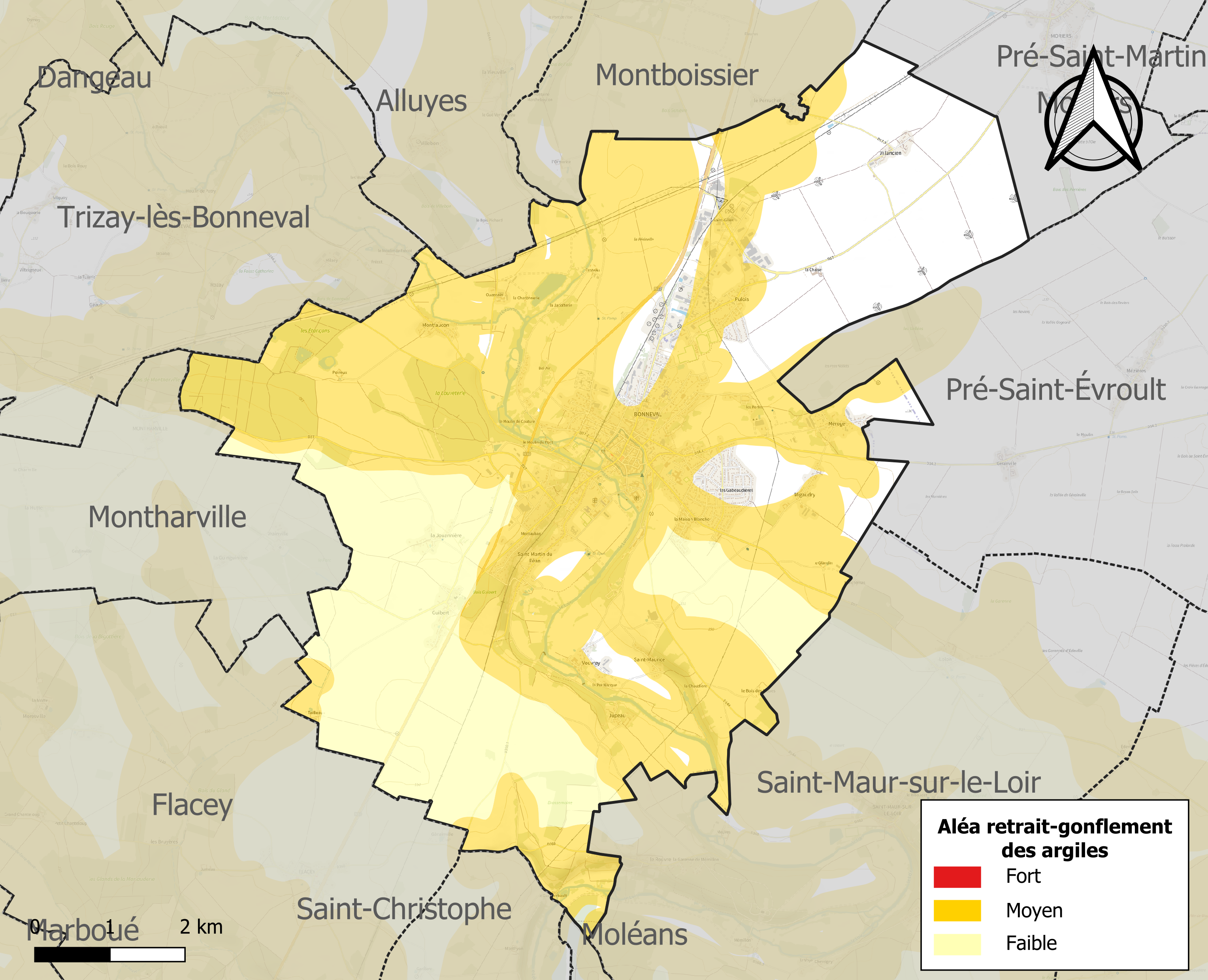
Carte des zones d'aléa retrait-gonflement des sols argileux de Bonneval.

Les mouvements de terrains susceptibles de se produire sur la commune sont des mouvements de sols liés à la présence d'argile, des affaissements et effondrements liés aux cavités souterraines (hors mines) et des effondrements généralisés. L'inventaire national des cavités souterraines permet de localiser celles situées sur la commune.
Le retrait-gonflement des sols argileux est susceptible d'engendrer des dommages importants aux bâtiments en cas d’alternance de périodes de sécheresse et de pluie. 58,7 % de la superficie communale est en aléa moyen ou fort (52,8 % au niveau départemental et 48,5 % au niveau national). Sur les 1 983 bâtiments dénombrés sur la commune en 2019, 1532 sont en aléa moyen ou fort, soit 77 %, à comparer aux 70 % au niveau départemental et 54 % au niveau national. Une cartographie de l'exposition du territoire national au retrait gonflement des sols argileux est disponible sur le site du BRGM,.
Concernant les mouvements de terrains, la commune a été reconnue en état de catastrophe naturelle au titre des dommages causés par la sécheresse en 1989 et par des mouvements de terrain en 1999.

#### Risques technologiques
Le risque de transport de matières dangereuses sur la commune est lié à sa traversée par des infrastructures routières ou ferroviaires importantes ou la présence d'une canalisation de transport d'hydrocarbures. Un accident se produisant sur de telles infrastructures est en effet susceptible d’avoir des effets graves au bâti ou aux personnes jusqu’à 350 m, selon la nature du matériau transporté. Des dispositions d’urbanisme peuvent être préconisées en conséquence.

### Énergie
Installé en 2006 par la société Zéphir, le parc éolien de Bonneval réunit six turbines Vestas V80 d'une puissance de 2 MW chacune, développant une puissance totale de 12 MW.

## Toponymie
Le nom de la localité est attesté sous la forme Bona Vallis en 861.
Lors de l'officialisation de la langue française, le nom latin Bonna-Valis signifiant ''Bon Val'' en français, a été remplacé par Bonneval.
Du latin bonam et vallem « bonne vallée ».

## Histoire

### Moyen-Âge
C’est autour de l’abbaye Saint-Florentin dont la fondation est entamée en 857 à l'instigation du chevalier Foulques, seigneur de Bonneval, que le village de Bonna-Valis s'est développé.
Foulques de Bonneval confie au moine bénédictin Gausmar la tâche de la construction du monastère ainsi que de l'établissement d'une communauté religieuse. Le chevalier Foulques donne, dans le même temps, des terres à Gausmar, afin que la communauté, une fois établie, puisse avoir les moyens de subvenir à ses besoins.
L'abbaye qui reçoit des reliques de Saint-Florentin, martyrisé en Bourgogne, prendra le nom d'abbaye Saint Florentin de Bonneval.

### Époque moderne
La paroisse Notre-Dame de Bonneval dépend du diocèse de Chartres puis du diocèse de Blois, de l'archidiaconé de Dunois et du doyenné de Beauce.
Bonneval est le siège d'une prévôté: en 1779, Pierre Philippe Lebrun est président, prévôt, juge royal civil, criminel et de police de Bonneval.

### Révolution française et Empire
L'abbaye est vendue à la Révolution française comme bien national pour faire une filature de tapis.
Entre 1790 et 1794, la commune de Bonneval,  instituée par la Révolution française, absorbe celle de Lolon, qui recouvre son autonomie entre 1795 et 1800

### Époque contemporaine
Au cours de la première moitié du XIXe siècle, Bonneval absorbe deux communes : Saint-Martin-du-Péan en 1827, et Saint-Maurice-sur-Loir en 1829.
L'ancienne abbaye est transformée en 1845, six ans après la fondation du Colonie pénitentiaire de Mettray, en colonie agricole pour la jeunesse désocialisée. Le système de redressement pour enfants se développant dans des zones agricoles plus reculées, en particulier au Luc, le centre de Bonneval est réaffecté en 1861 pour faire un asile d’aliénés. En 1933, la direction médicale de l'asile est confiée à Henri Ey, ancien interne à Sainte Anne de Paul Guiraud qui, reconnaissant sa dette à la psychanalyse sans se départir entièrement des thèses « organicistes » en vigueur, en fait, dans une optique humaniste, un centre pilote de soins où le patient est considéré comme un sujet.
Des religieuses, les sœurs de Saint Paul de Chartres, sont présentes jusqu'à la fin des années 1960 dans ce service pour assister les infirmières laïques dans les soins à apporter aux malades et vivre auprès de ces dernières dans la vie quotidienne.
Depuis 1979, celui-ci porte le nom d'un psychiatre français : le Centre Hospitalier Henri Ey, en hommage à l'ancien médecin chef du service des femmes (1934-1970) de Bonneval.

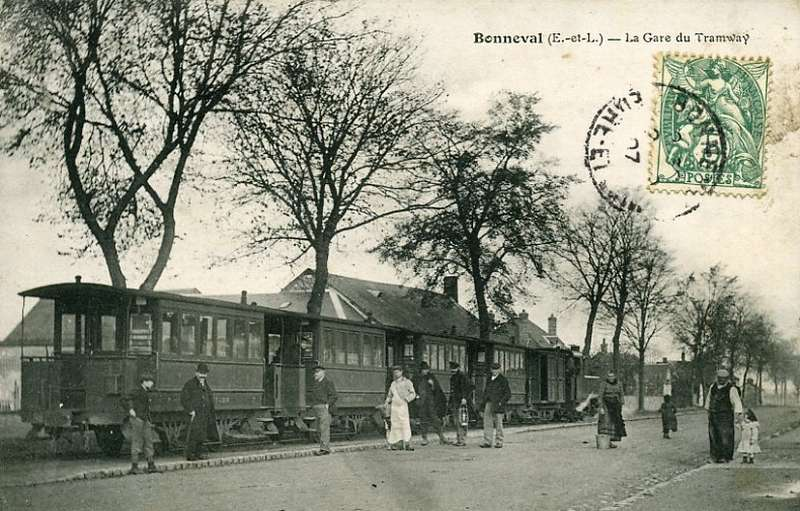
Train des Tramway d'Eure-et-Loir en gare de Bonneval.

En 1865 est mise en service par la Compagnie du chemin de fer de Paris à Orléans la gare de Bonneval sur la ligne de Brétigny à La Membrolle-sur-Choisille, puis, en 1899, le bourg est également desservi par la ligne à voie métrique qui le relie à Lèves, et, en1908, à Nogent-le-Rotrou. C'est une ligne de chemin de fer secondaire du réseau départemental des Tramways d'Eure-et-Loir, exploitée jusqu'en 1932. Ces infrastructures facilitent les déplacements des habitants et le développement économique des localités.
Entre le 29 janvier 1939 et le 8 février, plus de 2 000 réfugiés espagnols, emportés dans la « retirada », fuyant l'effondrement de la république espagnole devant les troupes de Franco, arrivent en Eure-et-Loir. Devant l'insuffisance des structures d'accueil, le camp de Lucé et la prison de Châteaudun rouverte pour l’occasion, 53 villages sont mis à contribution, dont Bonneval. Les réfugiés sont, sauf exceptions, des femmes et des enfants, les hommes étant désarmés et retenus au camp du Vernet, au  camp de Gurs, au camp de concentration d'Argelès-sur-Mer, au camp de Rivesaltes et quelques autres camps d'internement du sud de la France. Ces femmes et ces enfants sont soumis à une quarantaine stricte et vaccinés. Le courrier est limité. Le ravitaillement, s'il est peu varié et cuisiné à la française, est cependant assuré. Une partie des réfugiés rentrent en Espagne, incités par le gouvernement français qui facilite les conditions du retour, mais en décembre, 922 d'entre eux expriment leur refus de rentrer. Ils sont rassemblés à Dreux et à Lucé.

## Politique et administration

### Rattachements administratifs et électoraux

#### Rattachements administratifs
La commune se trouve depuis 1926 dans l'arrondissement de Châteaudun du département de l'Eure-et-Loir.
Elle était depuis 1793 le chef-lieu du canton de Bonneval. Dans le cadre du redécoupage cantonal de 2014 en France, cette circonscription administrative territoriale a disparu, et le canton n'est plus qu'une circonscription électorale.

#### Rattachements électoraux
Pour les élections départementales, la commune fait partie depuis 2014 du canton de Châteaudun
Pour l'élection des députés, elle fait partie de la quatrième circonscription d'Eure-et-Loir.

### Intercommunalité

Carte de la communauté de communes du Bonnevalais dans le département d'Eure-et-Loir (2018).

Bonneval est le siège de la communauté de communes du Bonnevalais, un établissement public de coopération intercommunale (EPCI) à fiscalité propre créé fin 2002 et auquel la commune avait transféré un certain nombre de ses compétences, dans les conditions déterminées par le code général des collectivités territoriales.
Cette intercommunalité est membre du syndicat du Pays Dunois, un pays français qui est chargé essentiellement de l'aménagement équilibré des équipements et services sur le territoire en tenant compte de la charte de développement du pays.

### Tendances politiques et résultats
Lors du premier tour des élections municipales de 2014 en Eure-et-Loir, la liste UMP-UDI menée par le maire sortant Joël Billard obtient la majorité absolue des suffrages exprimés, avec 1 425 voix (65,88 %, 23 conseillers municipaux élus dont 5 communautaires), devançant très largement celle DVG menée par Corinne Riverain, qui recueille 738 voix (34,11 %, 4 conseillers municipaux élus dont 	1communautaire.
Lors de ce scrutin, 19,86 % des électeurs se sont abstenus.
Lors des élections municipales de 2020 en Eure-et-Loir, la liste LR menée par le maire sortant Joël Billard est la seule candidate et obtient donc la rotalité des 888 suffrages exprimes. Elle est élue en totalité et 16 de ses membres sont également conseillers communautaires.
Lors de ce scrutin marqué par la pandémie de Covid-19 en France, 65,19 % des électeurs se sont abstenus, et 20,93 des votants ont choisi un bulletin blanc ou nul.

### Liste des maires
| Période                                  | Période                   | Identité            | Étiquette        | Qualité |
| ---------------------------------------- | ------------------------- | ------------------- | ---------------- | --- |
| Les données manquantes sont à compléter. |                           |                     |                  | |
|                                          |                           |                     |                  | |
| juin 1902                                |                           | Omer Coudray        |                  | |
| mai 1903                                 | 1919                      | Charles Jouanneau   | Rad.             | Clerc de notaire, propriétaire à Guibert Conseiller général de Bonneval (1883 → 1919) |
| décembre 1919                            |                           | Émile Peigné        | Rad.             | Agriculteur Conseiller général de Bonneval (1919 → 1929) Député d'Eure-et-Loir (1924 → 1929) |
| novembre 1929                            |                           | Gaspard Martin      |                  | |
| 1935                                     | 1937                      | Charles-Félix Maupu | Rad.             | Négociant, entrepreneur de transport Conseiller général de Bonneval (1929 → 1937) |
| 1944                                     |                           | Maurice Decourtye   | Rad.             | Instituteur Résistant, déporté à Oranienburg Conseiller général de Bonneval (1937 → 1940) |
| 1945                                     | 1967                      | Jules Gouzy         |                  | |
| 1967                                     | 1970                      | Françoise Panoff    |                  | |
| 1970                                     | 1977                      | Henri Martino       |                  | |
| 1977                                     | 1995                      | Robert Peigné       |                  | |
| 1995                                     | mars 2023                 | Joël Billard        | UDF, DL UMP → LR | Comptable Maire de Saint-Maur-sur-le-Loir (1989 → 1995) Suppléant du député Maurice Dousset (1993-1997) Sénateur d'Eure-et-Loir (2001 → 2014) Conseiller général de Bonneval (1988 → 2001) Conseiller départemental de Châteaudun (2015 → ) Vice-Président du conseil départemental d'Eure-et-Loir (2015 → 2017) Président de la CC du Bonnevalais (2002 → ) Démissionnaire |
| mars 2023,                               | En cours (au 16 mai 2024) | Eric Jubert         | DVD              | Profession libérale |

### Jumelages
| Ville | Ville     | Pays | Pays        | Période     |
| ----- | --------- | ---- | ----------- | ----------- |
|       | Allendorf |      | Allemagne   | depuis 1981 |
|       | Westerham |      | Royaume-Uni |             |

## Équipements et services publics

### Espaces publics
Dans son palmarès 2016, le Conseil National des Villes et Villages Fleuris de France a attribué deux fleurs à la commune au Concours des villes et villages fleuris.

### Enseignement
- École maternelle publique « Le Petit Poucet », ruelle des Vignes ;
- École élémentaire publique « Le Petit Prince », 7 rue du Bois Chevalier ;
- École primaire (élémentaire et maternelle) privée « Saint-Sauveur », 15 rue de la Vicomté ;
- Collège « Albert-Sidoisne », 16 rue des Écoles.

## Population et société

### Démographie

#### Évolution démographique
L'évolution du nombre d'habitants est connue à travers les recensements de la population effectués dans la commune depuis 1793. Pour les communes de moins de 10 000 habitants, une enquête de recensement portant sur toute la population est réalisée tous les cinq ans, les populations de référence des années intermédiaires étant quant à elles estimées par interpolation ou extrapolation. Pour la commune, le premier recensement exhaustif entrant dans le cadre du nouveau dispositif a été réalisé en 2004.

En 2022, la commune comptait 4 890 habitants, en évolution de −5,12 % par rapport à 2016 (Eure-et-Loir : −0,23 %, France hors Mayotte : +2,11 %).
| 1793  | 1800  | 1806  | 1821  | 1831  | 1836  | 1841  | 1846  | 1851  |
| ----- | ----- | ----- | ----- | ----- | ----- | ----- | ----- | ----- |
| 2 171 | 1 551 | 1 718 | 1 779 | 2 432 | 2 560 | 2 670 | 2 869 | 3 055 |

| 1856  | 1861  | 1866  | 1872  | 1876  | 1881  | 1886  | 1891  | 1896  |
| ----- | ----- | ----- | ----- | ----- | ----- | ----- | ----- | ----- |
| 3 004 | 3 006 | 3 486 | 3 348 | 3 398 | 3 420 | 3 631 | 3 789 | 3 818 |

| 1901  | 1906  | 1911  | 1921  | 1926  | 1931  | 1936  | 1946  | 1954  |
| ----- | ----- | ----- | ----- | ----- | ----- | ----- | ----- | ----- |
| 3 954 | 4 011 | 3 991 | 3 597 | 3 616 | 3 627 | 3 699 | 3 803 | 4 296 |

| 1962  | 1968  | 1975  | 1982  | 1990  | 1999  | 2004  | 2006  | 2009  |
| ----- | ----- | ----- | ----- | ----- | ----- | ----- | ----- | ----- |
| 4 628 | 4 853 | 4 892 | 4 864 | 4 420 | 4 285 | 4 218 | 4 161 | 4 565 |

| 2014  | 2019  | 2022  | - | - | - | - | - | - |
| ----- | ----- | ----- | - | - | - | - | - | - |
| 4 919 | 4 846 | 4 890 | - | - | - | - | - | - |

#### Pyramide des âges
La population de la commune est relativement âgée. En 2018, le taux de personnes d'un âge inférieur à 30 ans s'élève à 30,0 %, soit un taux inférieur à la moyenne départementale (34,7 %). À l'inverse, le taux de personnes d'un âge supérieur à 60 ans (34,6 %) est supérieur au taux départemental (26,5 %).
En 2018, la commune comptait 2 396 hommes pour 2 554 femmes, soit un taux de 51,60 % de femmes, supérieur au taux départemental (51,12 %).
Les pyramides des âges de la commune et du département s'établissent comme suit :
| Hommes | Classe d’âge | Femmes |
| ------ | ------------ | ------ |
| 1,4    | 90 ou +      | 3,5    |
| 9,1    | 75-89 ans    | 13,3   |
| 20,5   | 60-74 ans    | 21,2   |
| 20,2   | 45-59 ans    | 18,6   |
| 16,7   | 30-44 ans    | 15,4   |
| 13,8   | 15-29 ans    | 12,4   |
| 18,4   | 0-14 ans     | 15,6   |

| Hommes | Classe d’âge | Femmes |
| ------ | ------------ | ------ |
| 0,8    | 90 ou +      | 1,9    |
| 7,1    | 75-89 ans    | 9,5    |
| 17,3   | 60-74 ans    | 18     |
| 20,6   | 45-59 ans    | 20     |
| 18,2   | 30-44 ans    | 18,2   |
| 16,2   | 15-29 ans    | 14,4   |
| 19,8   | 0-14 ans     | 18,1   |

### Sports et loisirs

#### Principaux Clubs
- Canoë Kayak Club Bonnevalais
- Basket Club Bonnevalais

#### Événements sportifs

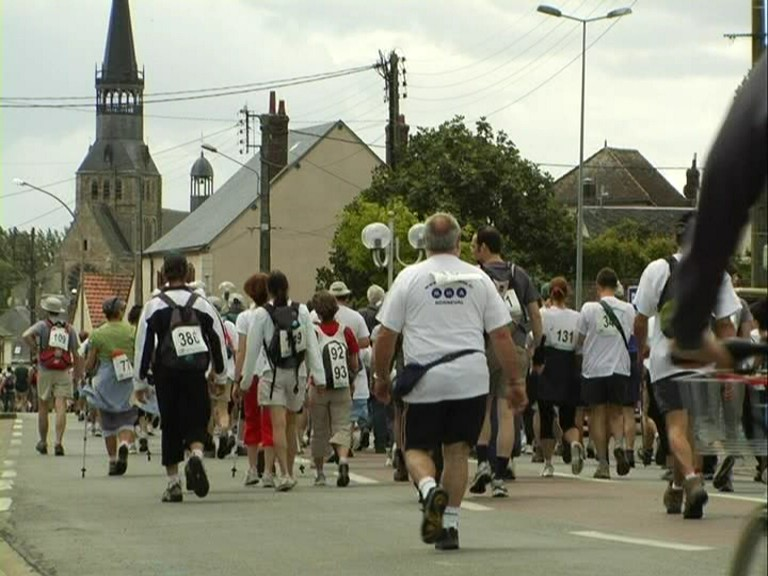
Départ de la Godillose 2007

##### La Godillose
La Godillose est une randonnée pédestre française qui a lieu chaque troisième week-end de juin à Bonneval depuis 1992, organisée par l'association regroupant les 20 communes du canton. Elle fut créée en même temps que l’association de marcheurs de la ville, les Godillots, les deux étant indépendants. Son but est de suivre le principe des randonnées de 100 kilomètres, avec aussi l’esprit d’amateurisme, le classement n’étant fait que par nombre de kilomètres parcourus : les personnes terminant au même endroit mais à des heures différentes sont classées ex æquo ; il n’y a pas de primes à gagner mais simplement des lots pour promouvoir la région. Chaque édition attire environ 500 personnes.
Son tracé varie d’une année à l’autre, mais passe toujours par Bonneval et les vingt communes de son ancien canton. Le trajet complet est de 125 kilomètres, divisés en 20 étapes correspondant à chacun des villages ; les étapes mesurent chacune de 3,5 à 8,5 km. Le départ a toujours lieu le samedi à 13 heures, et tout le monde est arrêté le dimanche à 13 heures, quelle que soit la distance parcourue (si une étape est encore en cours, elle peut être terminée). De plus il est interdit de courir sous peine de disqualification : il ne s’agit que de marche.
Comme pour beaucoup d’autres longues randonnées effectuées en durée limitée, il s’agit principalement de routes, accompagnées de quelques chemins permettant de passer entre les champs. D’un point de vue de l’altitude, les faux-plats sont fréquents car une majeure partie du circuit se fait en Beauce dans des zones cultivées, mais le Loir et la Conie fournissent quelques dénivelés plus ou moins importants. Différents points importants sont observables au fur et à mesure du trajet, aussi bien anciens (certaines églises…) que récents (parcs d’éoliennes, ligne de TGV…).
| Nom                | Année | Durée (hh:mm) | Vitesse moyenne (km/h) |
| ------------------ | ----- | ------------- | ---------------------- |
| Philippe Clément   | 2014  | 15:46         | 7,928                  |
| Patrick Cailleaux  | 2013  | 16:09         | 7,740                  |
| Jean-Claude Bardou | -     | 16:21         | 7,645                  |
| Fabrice Parrain    | -     | 16:21         | 7,645                  |
| Christophe Biet    | 2012  | 17:20         | 7,212                  |
| Patrick Baudet     | -     | 17:40         | 7,075                  |
| Guy Delacour       | -     | 17:40         | 7,075                  |

##### Cyclisme
Bonneval est liée à la classique Paris-Tours : la ville a accueilli le départ en 2014, est le lieu de départ chaque année de la course espoirs et voit passer très régulièrement la course. La ville a également organisé le départ de 3 étapes du Tour de France : la 5e étape en 1999 remportée à Amiens par Mario Cipollini, la 6e étape en 2004, remportée à Angers par Tom Boonen, et le contre-la-montre l'avant-dernier jour en 2012, gagné à Chartres par Bradley Wiggins. Wiggins s'est également imposé lors du prologue du Tour de l'Avenir 2003, organisé à Bonneval. Enfin, Bonneval est la ville de l'ancien professionnel Laurent Bezault.

## Culture locale et patrimoine

### Lieux et monuments

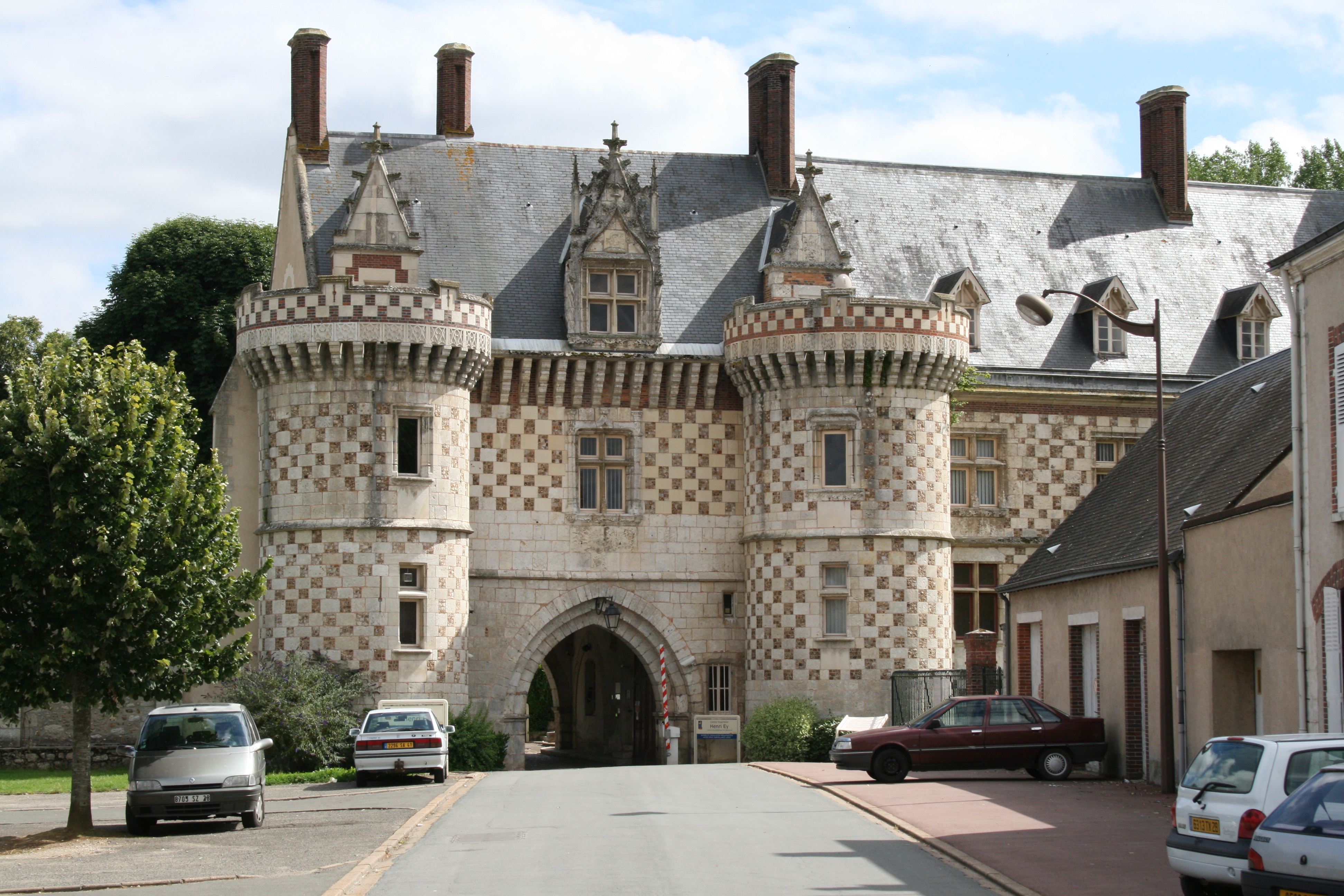
Entrée de l’ancienne abbaye de Saint-Florentin.

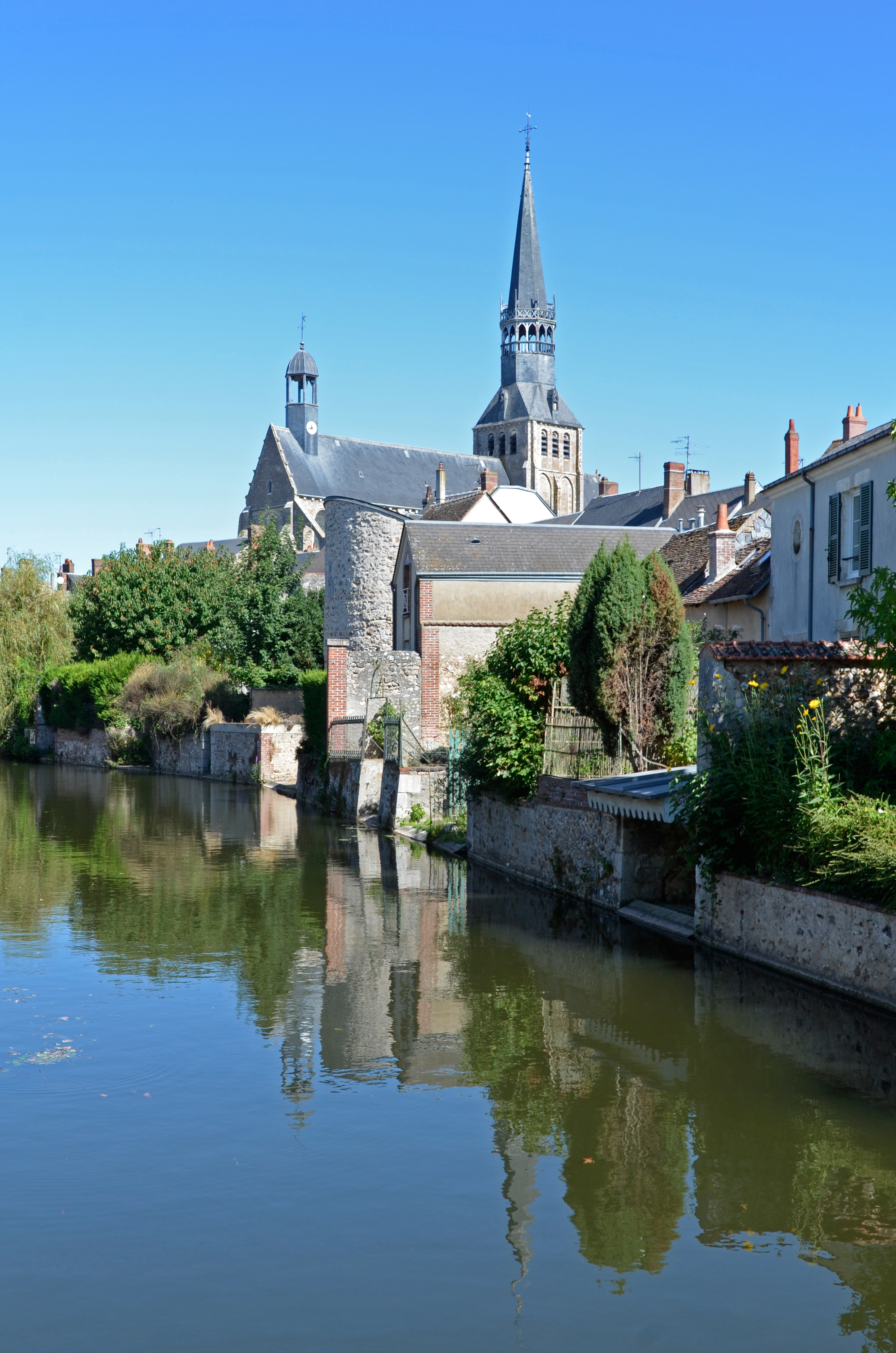
L'église, depuis les bords du Loir.

- L'Abbaye Saint-Florentin  Classée MH (1883)[50], désormée utilisée par le Centre Hospitalier Henri Ey

- L'église Notre-Dame,  Classée MH (1954)[51]
L’église est du style gothique primitif le plus pur, et date en majeure partie du début du XIIIe siècle, toutefois les parties basses du chevet et les trois fenêtres voisines de chaque collatéral sont en plein cintre et reflètent la fin du XIIe siècle. Le début de la construction la rend donc contemporaine de la cathédrale Notre-Dame de Chartres. Les pignons ornés de crochets sont du XVIe siècle. 
La flèche des ardoises qui surmonte l’église est ornée d’une galerie et s’élève à 65 mètres au-dessus du sol. Elle abrite trois cloches dont deux anciennes sont classées, l’une date de 1598, l’autre de 1793[52].

- La Maison du Cheval Blanc, ancienne demeure d'Albert Sidoisne, Historien de la ville.

Les fossés et la Maison du Cheval Blanc
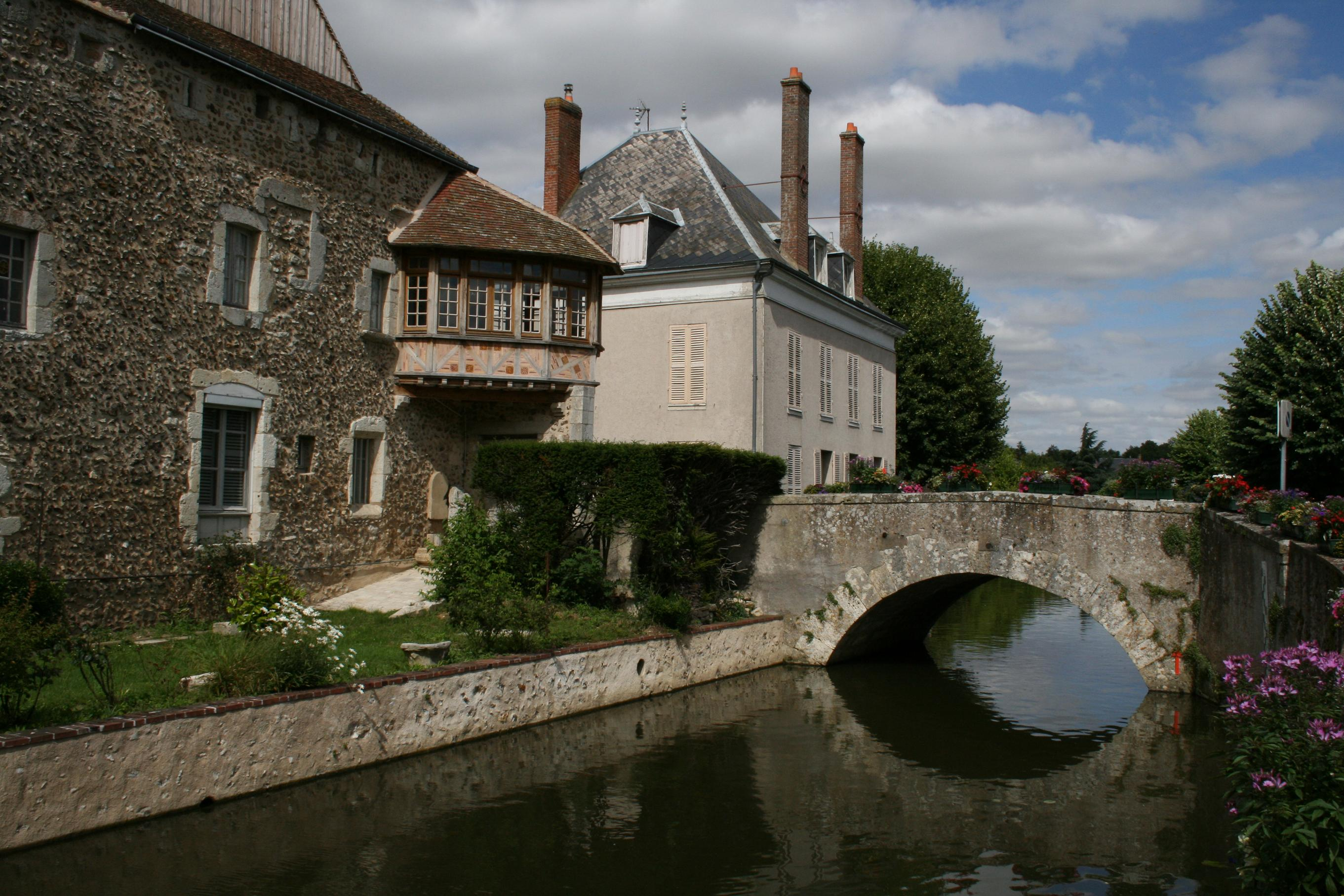
Vue de la rue des Fossés Saint-Jacques
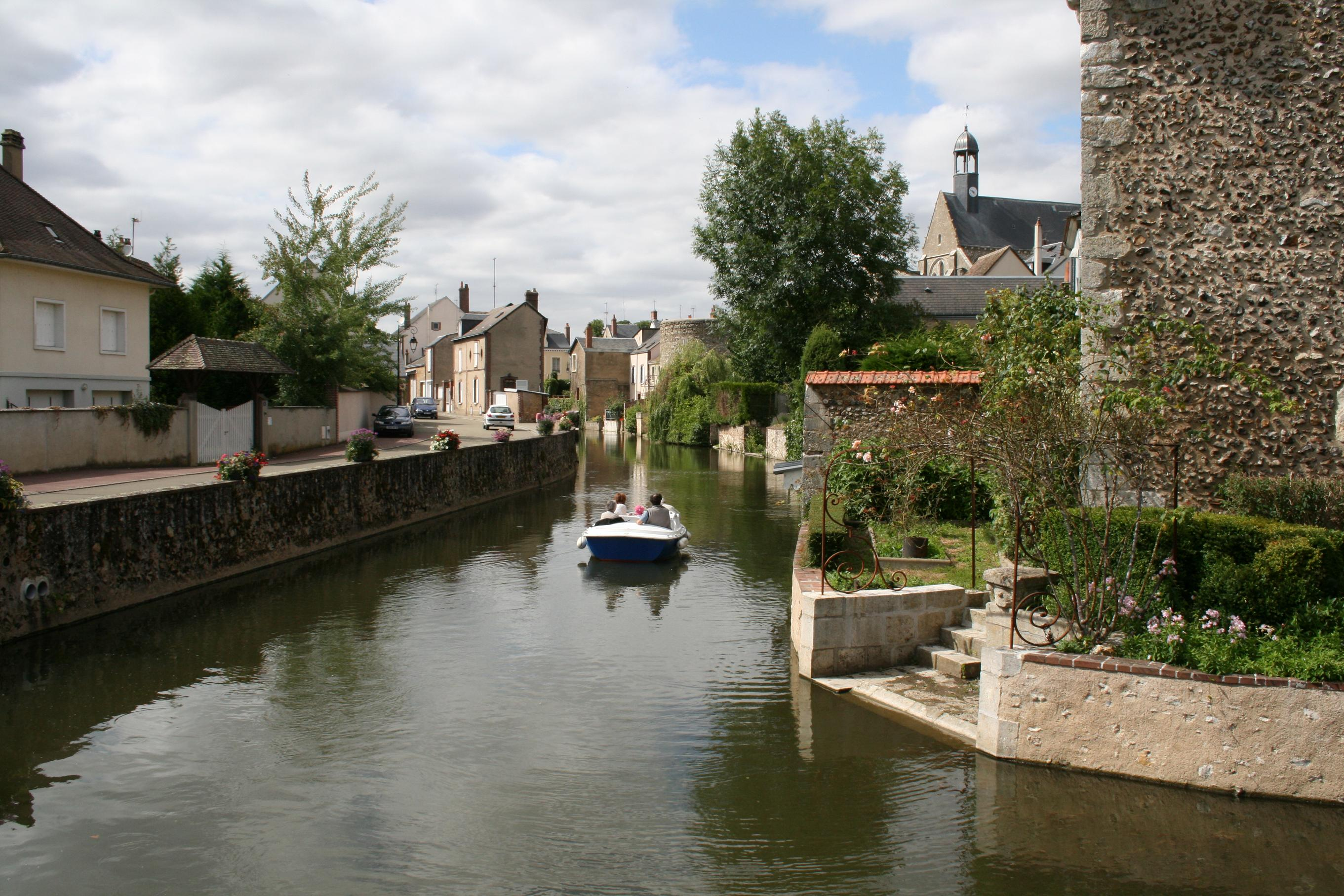
Vue de la rue des Fossés Saint-Jacques
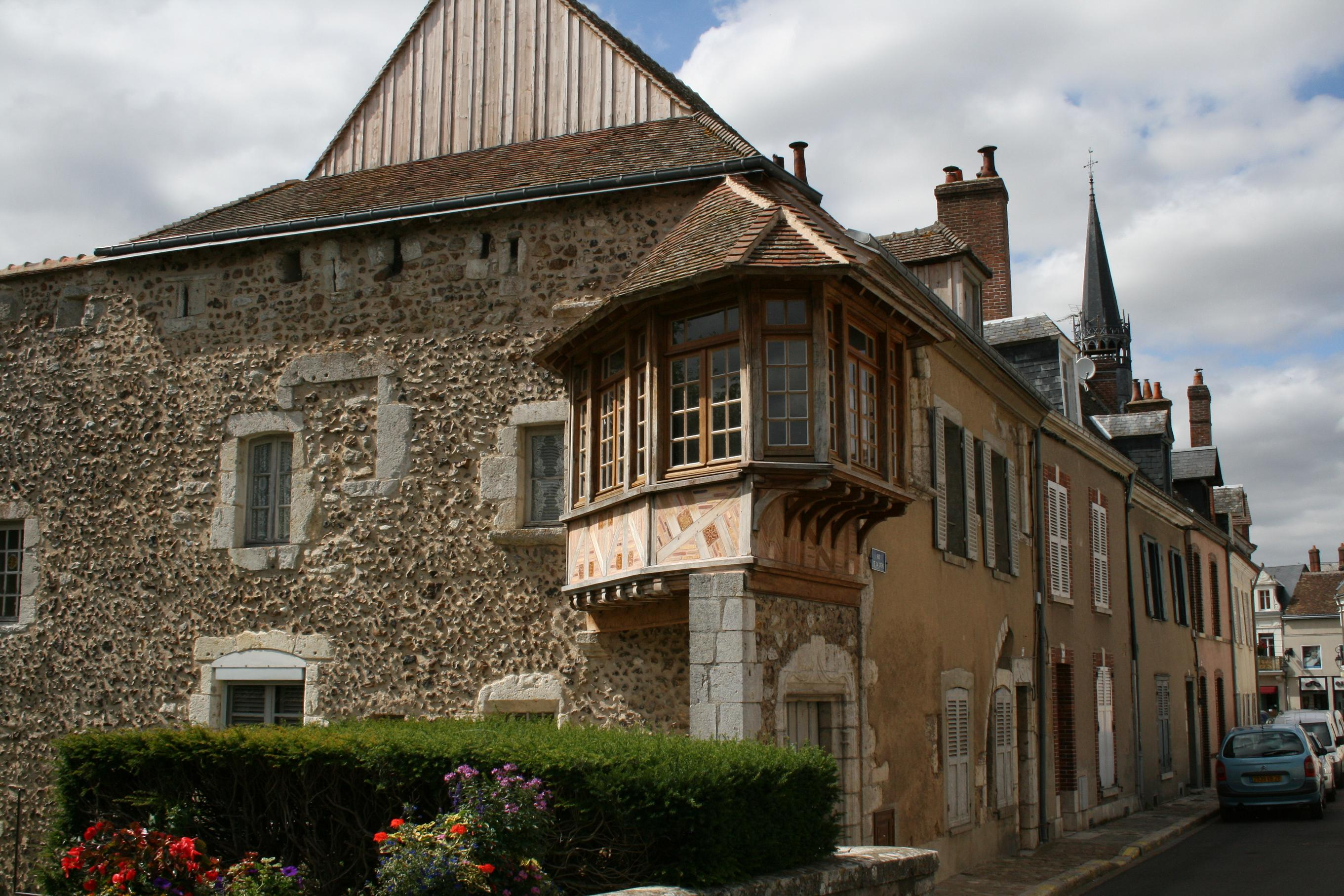
Vue du pont rue de la Grève.

- Portes et vestiges de fortifications  Inscrit MH (1927)[53],  Inscrit MH (1927)[54].

Portes et vestiges de fortifications
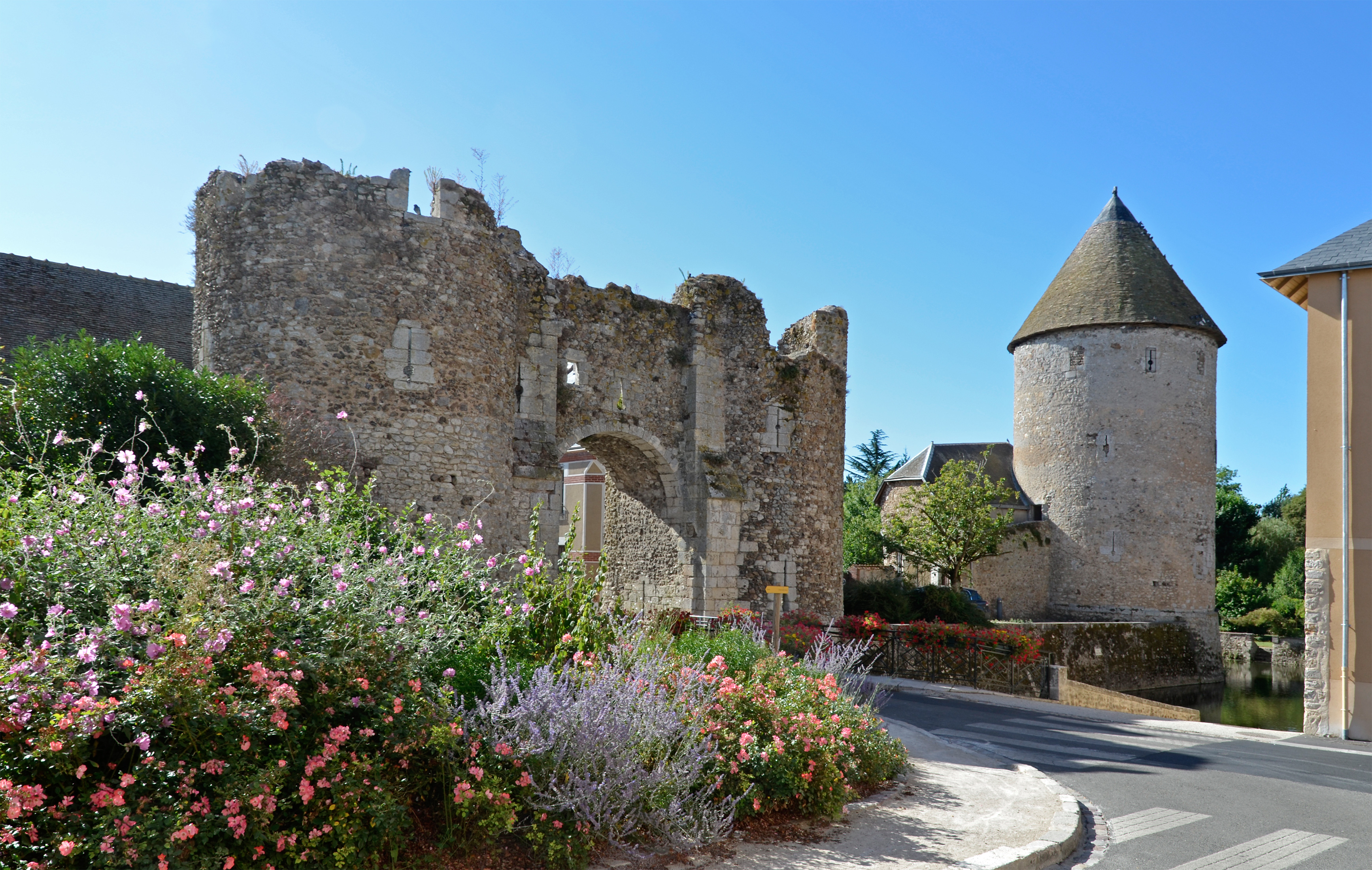
Porte Saint-Roch et Tour du Roi.
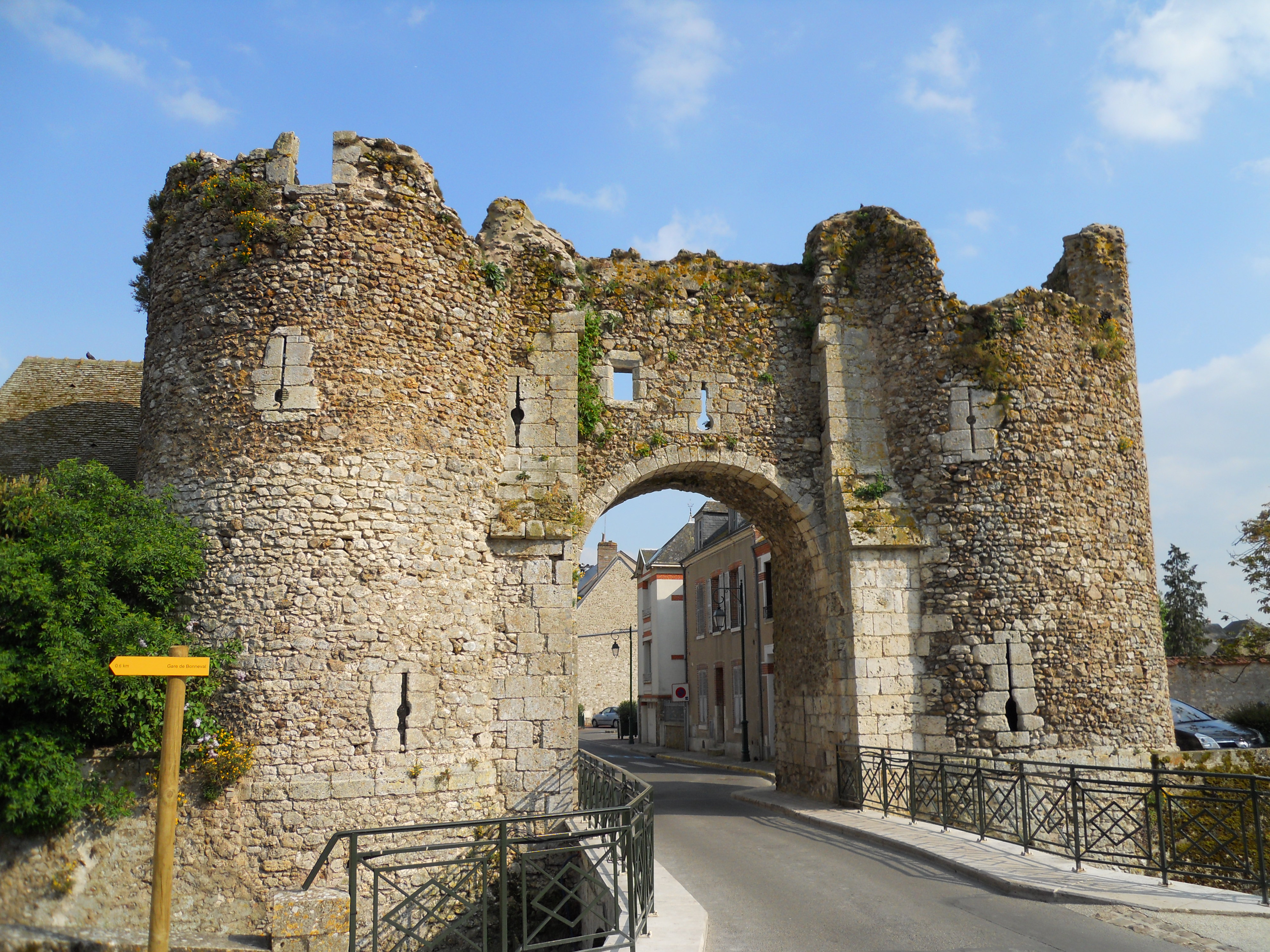
Porte Saint-Roch.
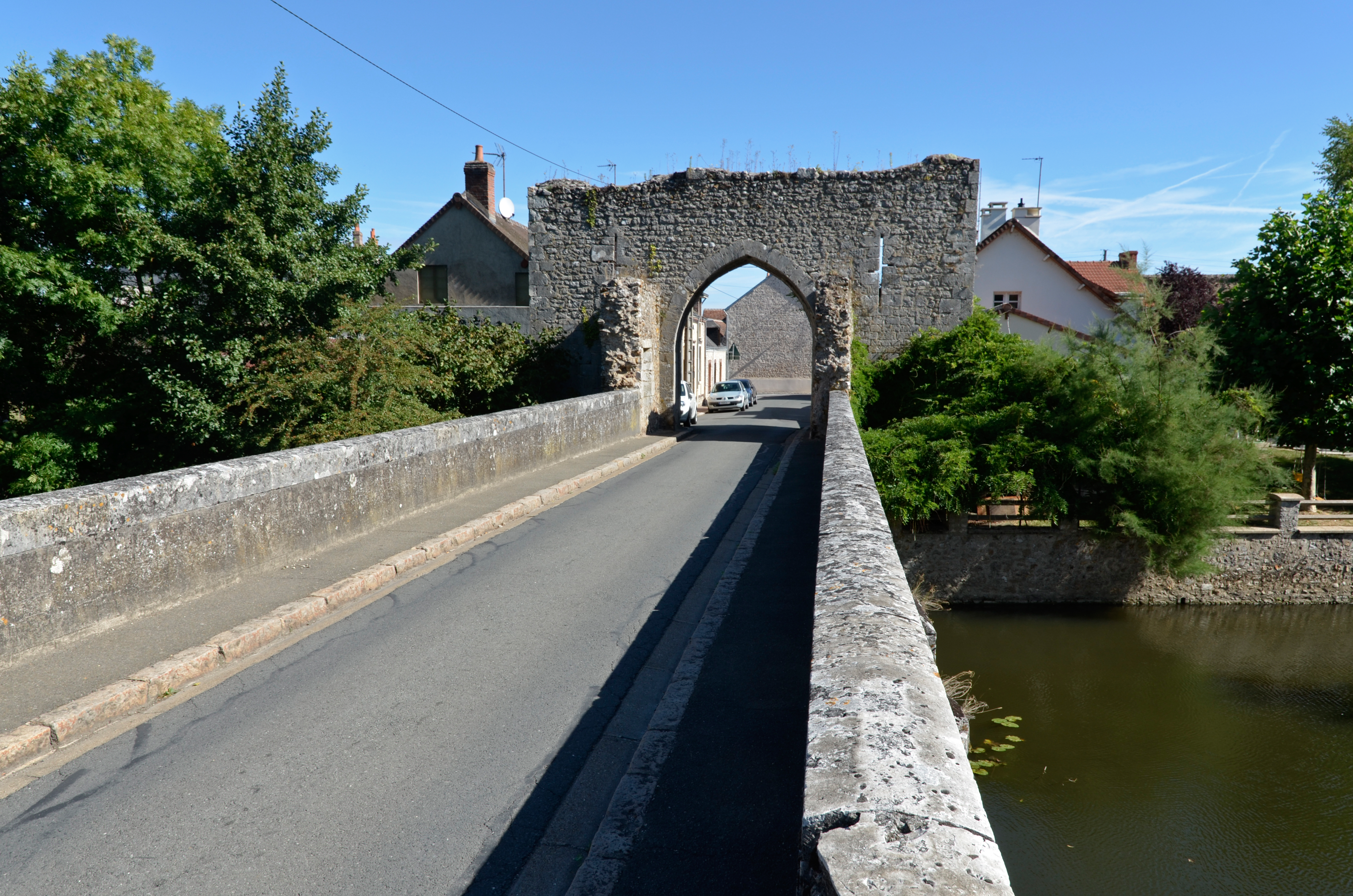
Porte Boisville.

- Justice de paix  Classée MH (1965)[55].

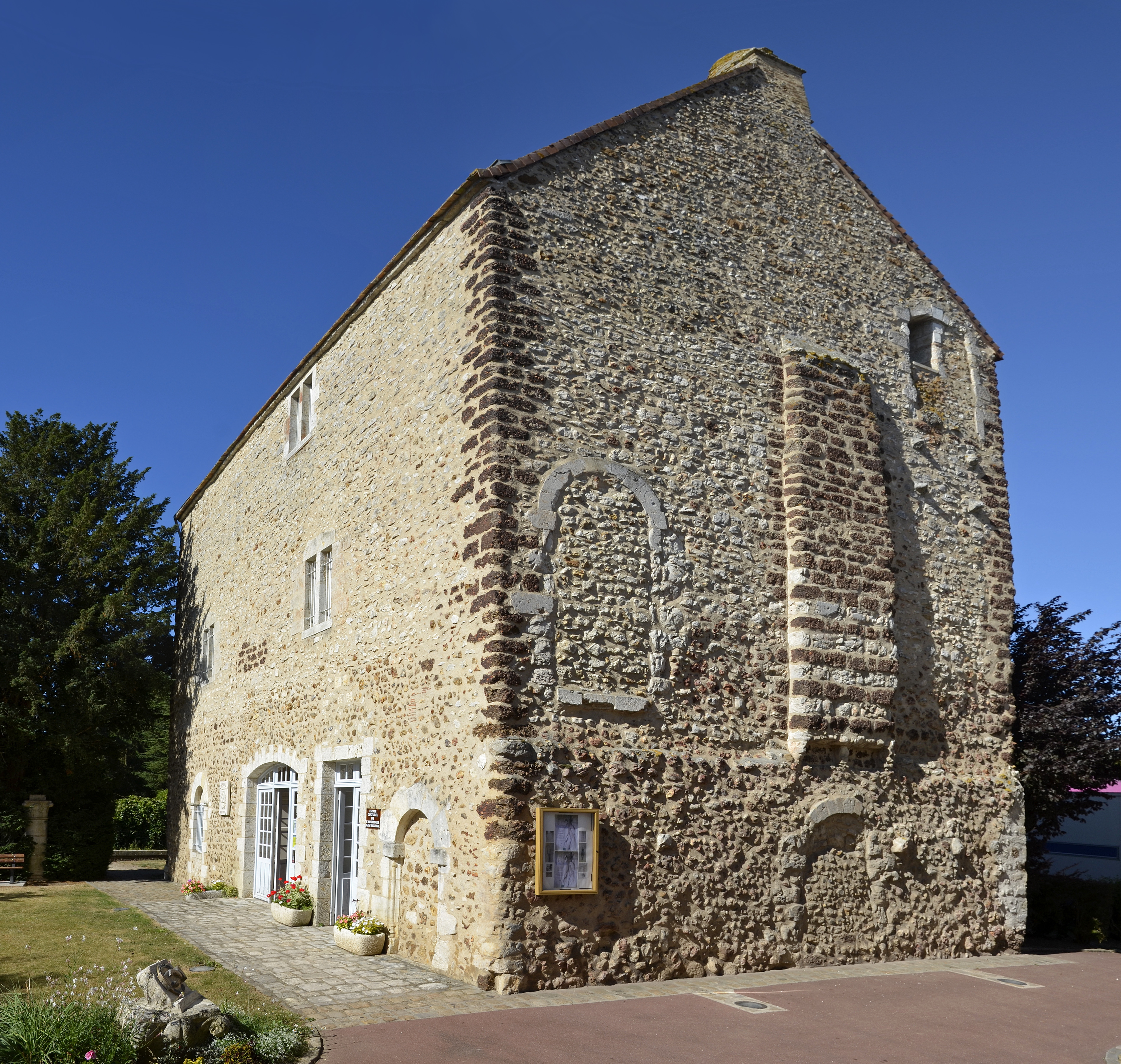
L'ancienne justice de paix, aujourd'hui Espace Culturel Martial-Taugourdeau.

Datant du XIIIe siècle, cet édifice massif aurait abrité une maison de justice mais aucun document n'en atteste.
- Hôtel de la Lanterne  Inscrit MH (1971)[56].
- Maison du Dauphin  Inscrite MH (1971 )[57].
L'ordre du Temple possédait un important établissement à Bonneval, appelé l'Abbaye. Le bâtiment tout en longueur se composait aux moins de deux étages sur rez-de-chaussée, au milieu duquel se trouvait une porte cochère en ogive, dont il reste le jambage et le départ de trois voussures. L'édifice actuel n'est plus qu'une infime partie. À l'intérieur, au premier, subsiste une cheminée dont le manteau est en anse de panier retombant sur deux chapiteaux primitifs. Celle-ci est également visible de l'extérieur, du côté de la rue Hérisson.

Maison du Dauphin
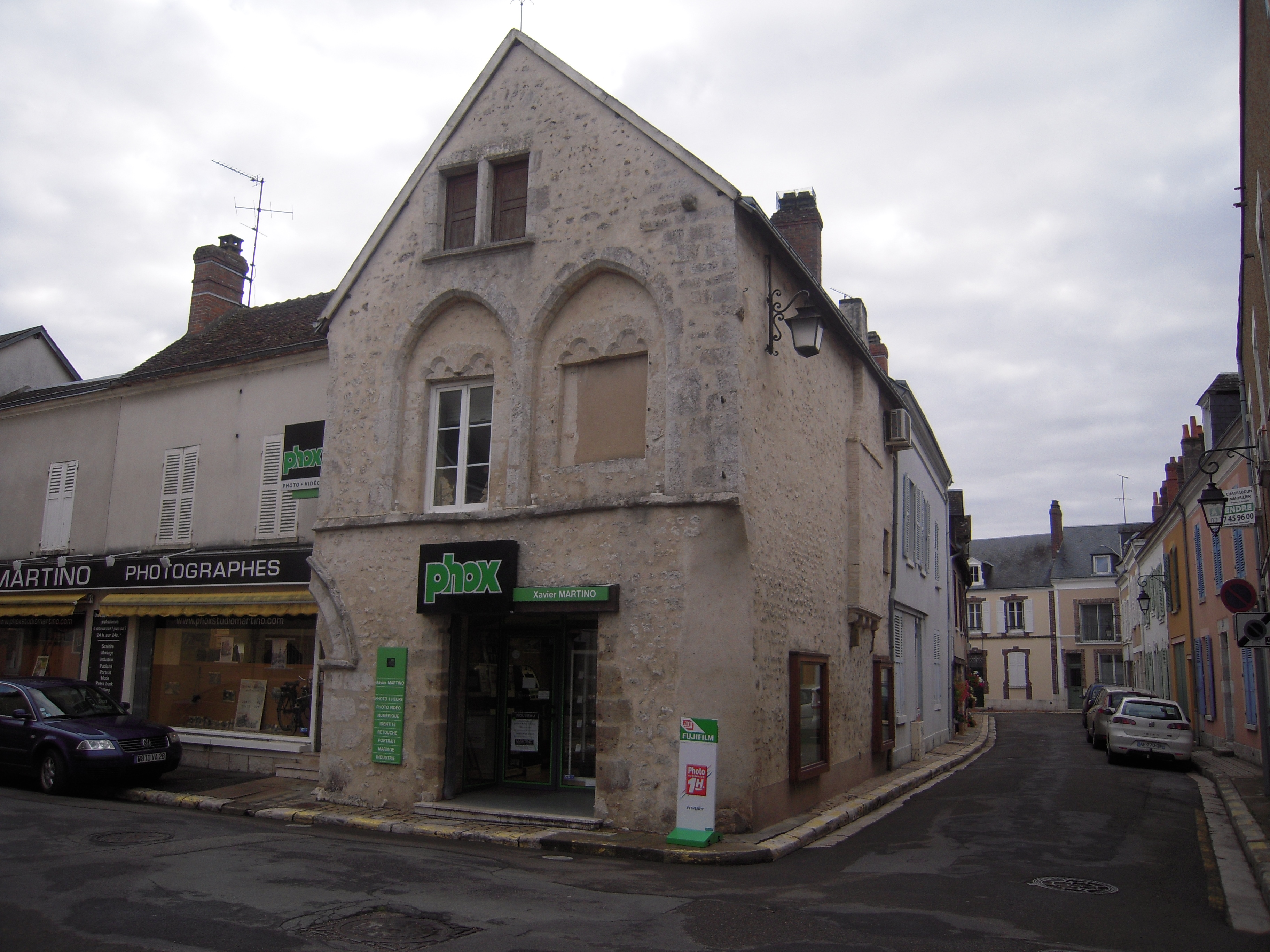
Vue du carrefour.
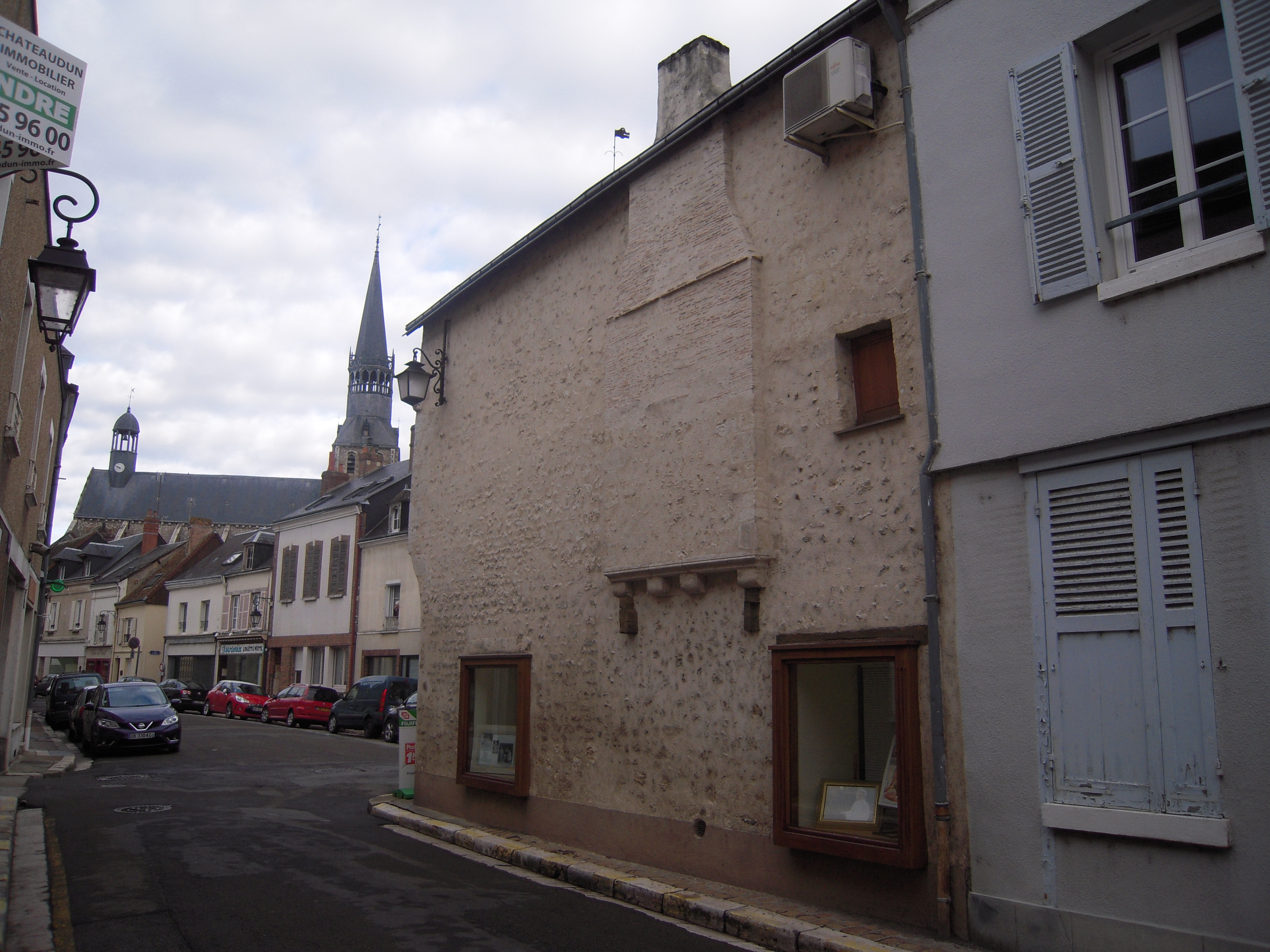
Vue de la rue Hérisson.
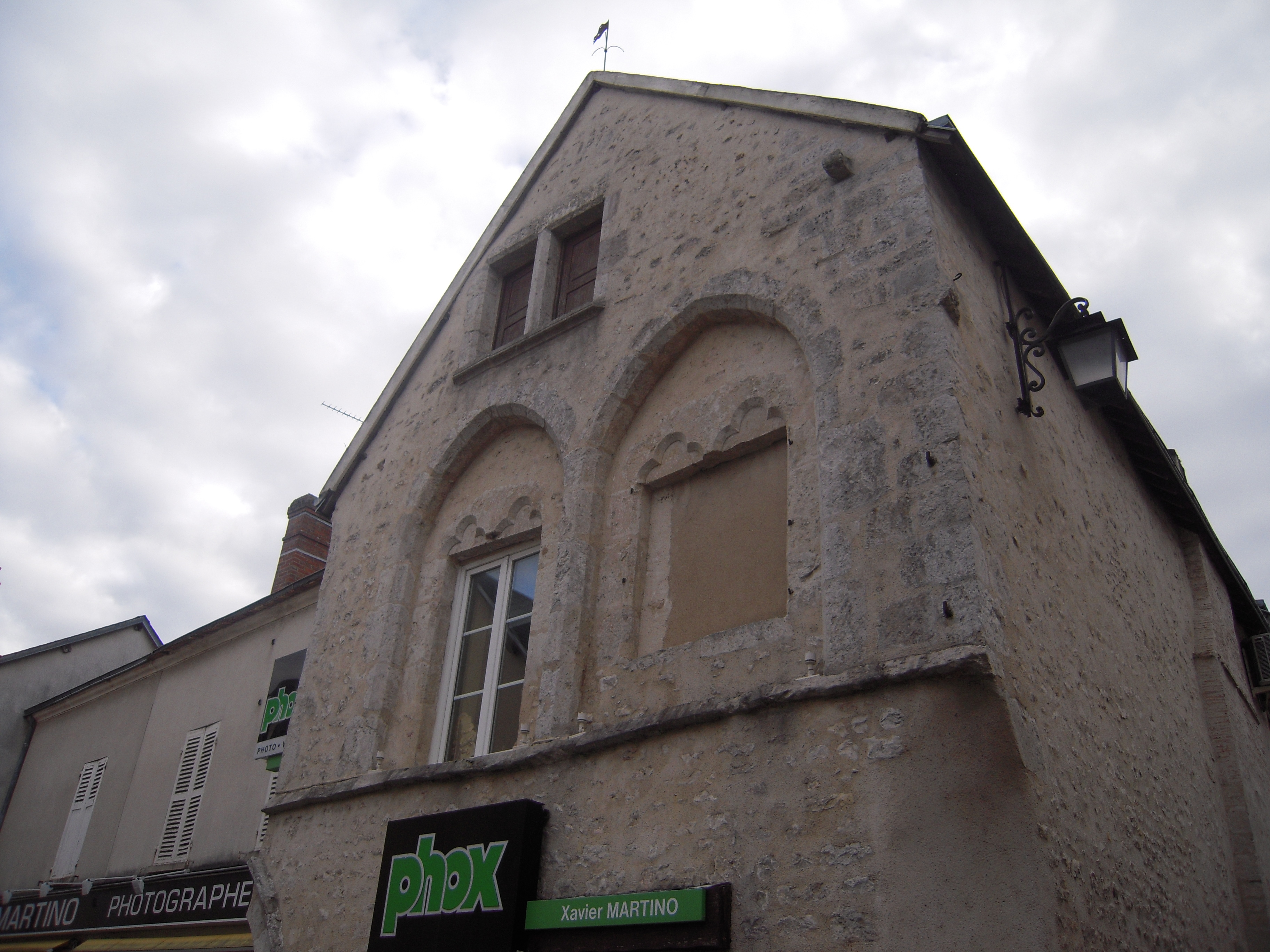
Vue du carrefour.
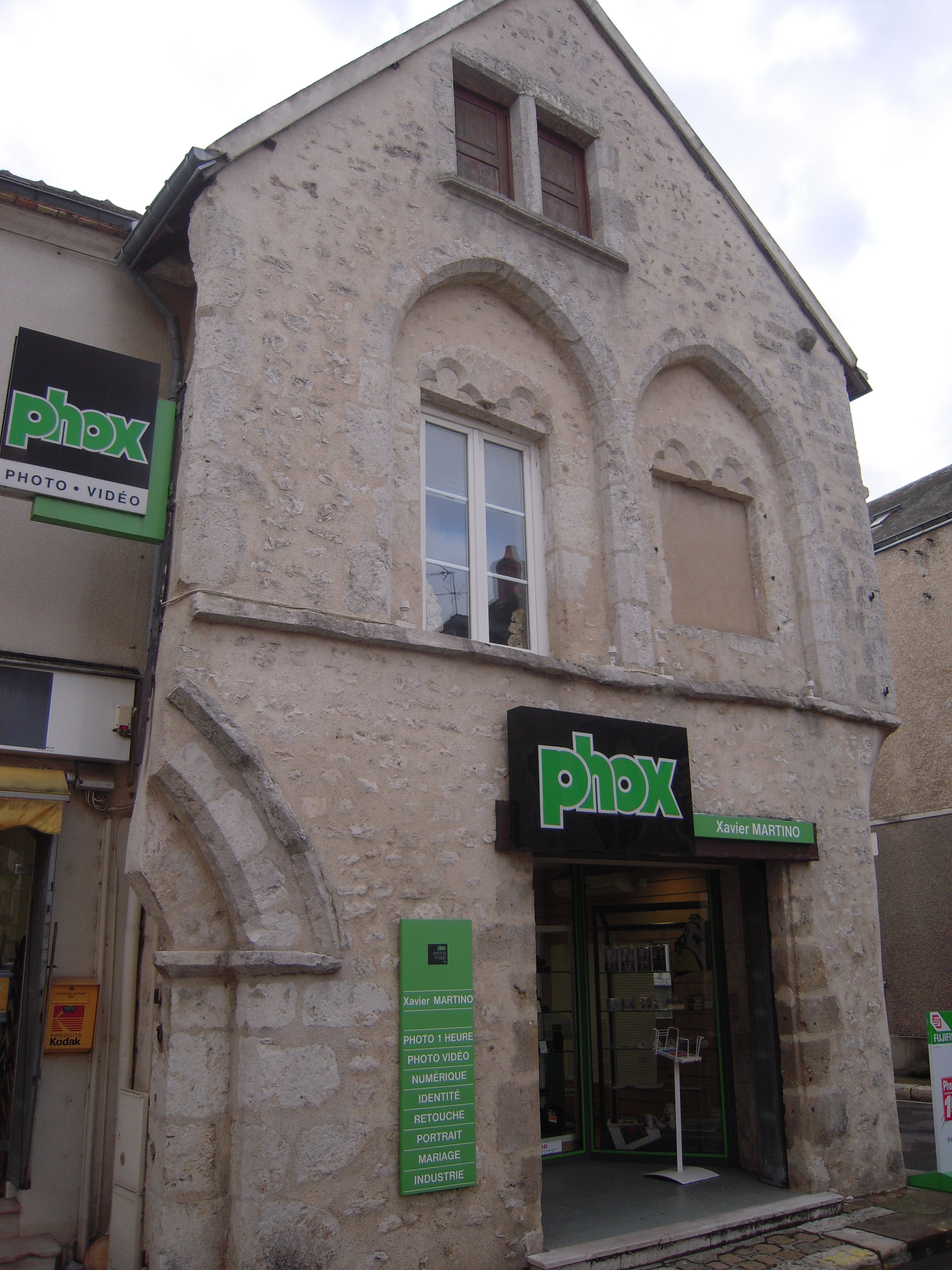
Vue de la rue Alfred-Billault.

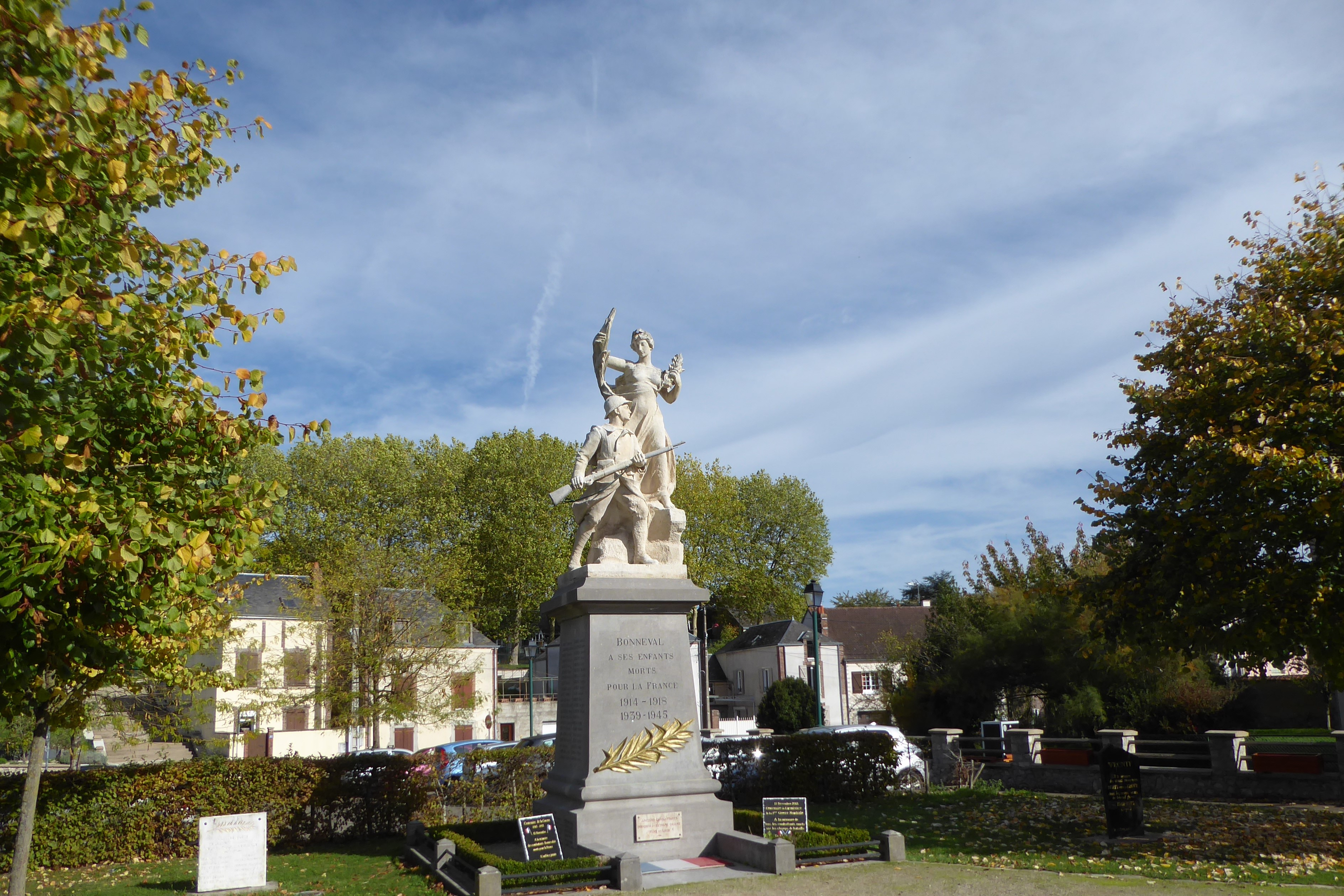
Le monument aux morts, sculpté par Félix Charpentier.

- Le monument aux morts de la guerre 1914-1918 a été réalisé par Félix Charpentier (1858-1924), sculpteur d'origine provençale installé à Chassant.

### Personnalités liées à la commune
- Lucile Foullon-Vachot (1772-1827), artiste peintre, y est née.
- André Guillaumin ,(1885-1974),  botaniste français, fut président de l'association "Les amis de Bonneval". C'était un ami proche d'Albert Sidoisne et de bien d'autres notables de la ville. Ses ascendants étant fortement encrés dans la terre de Beauce, dont Bonneval (Eure-et-Loir), ou ses périphéries, comme la ferme de Meuves à Saint-Maur-sur-le-Loir). André Guillaumin fut un des derniers propriétaire du collège royal et militaire de Thiron-Gardais, racheté par l'animateur Stéphane Bern
- Georges Lepape, (1887-1971), est un dessinateur de mode, affichiste, graveur et illustrateur français, particulièrement représentatif des années 1930, y est mort.
- Paul Jacottet (1888-1934), aviateur français, pilote de chasse durant la Première Guerre mondiale, est né à Bonneval.
- Henri Ey (1900-1977)[58] est un éminent psychiatre. En 1933 il est nommé médecin chef de l’hôpital psychiatrique de Bonneval, dans un service de femmes de 380 lits, où il va vivre et travailler jusqu’à sa retraite en 1970.

### Héraldique
| Blason de Bonneval (Eure-et-Loir) | Blason  | D’or aux deux barres de sable. |
| Blason de Bonneval (Eure-et-Loir) | Détails | Le statut officiel du blason reste à déterminer. |
| Blason de Bonneval (Eure-et-Loir) | Alias   | De gueules, au lion d’or sur une terrasse de sinople, tenant une hallebarde d’or emmanchée de sable de la patte droite, et ayant sur la patte gauche un écusson d’azur à trois fleurs de lis d’or 2 et 1 Armes traditionnelles de la ville, selon Malte-Brun, la France illustrée (1882) |

## Pour approfondir